# 어정중학교
어정중학교(御停中學校)는 대한민국 경기도 용인시 기흥구 중동에 있는 공립 중학교이다.

## 학교 연혁
- 2013년 1월 4일 : 어정중학교 24학급 설립 인가
- 2013년 9월 1일 : 어정중학교 4학급 개교
- 2013년 9월 1일 : 초대 손철수 교장 취임
- 2014년 2월 6일 : 제1회 졸업식(7명)
- 2014년 3월 3일 : 제1회 입학식(141명)
- 2022년 9월 1일 : 제3대 조성배 교장 취임
- 2023년 1월 4일 : 제10회 졸업식(254명) 졸업생누계(1,541명)
- 2023년 3월 2일 : 제10회 입학식(261명)

## 참고 자료
- 어정중학교 - 한국교육학술정보원 학교알리미